# 79-es busz (Szeged)
A szegedi 79-es jelzésű autóbusz a Mars tér (üzletsor) és a Szegedi Ipari Logisztikai Központ között közlekedett. A vonalat a DAKK Zrt. üzemeltette.
2016. június 16-án összevonásra került a 71-es és 72-es buszjárattal.

## Útvonala
| Szegedi Ipari Logisztikai Központ felé | Mars tér (üzletsor) felé |
| --- | --- |
| Mars tér (üzletsor) vá. – Kossuth Lajos sugárút – Izabella híd – Dorozsmai út – Budapesti út (– Auchan Áruház) – Gumigyár – – 502-es számú út – Back Bernát utca – Szegedi Ipari Logisztikai Központ vá. | Szegedi Ipari Logisztikai Központ vá. – Back Bernát utca – 502-es számú út – – Gumigyár (– Auchan Áruház) – Budapesti út – Dorozsmai út – Izabella híd – Kossuth Lajos sugárút – Mars tér (üzletsor) vá. |

## Megállóhelyei
| 0                                                                    | Mars tér (üzletsor) végállomás               | 18  | 5, 7, 9, 19 7F, 13, 13A, 21, 60, 60Y, 64, 70, 71, 72, 73, 73Y, 74, 74A, 75, 76, 77, 77A, 78, 78A, 79H |
| ∫                                                                    | Rókusi templom                               | 16  | 1, 2 7F, 64, 75, 78, 78A, 79H                                                                         |
| 2                                                                    | Damjanich utca                               | 15  | 1, 2 7F, 64, 75, 78, 78A, 79H                                                                         |
| 5                                                                    | Szeged–Rókus, vasútállomás bejárati út       | 13  | 7F, 64, 75, 78, 78A, 79H, 90H                                                                         |
| 7                                                                    | Fonógyári út                                 | 12  | 7F, 64, 75, 79H, 90H                                                                                  |
| 9                                                                    | Budapesti út (Dorozsmai út)                  | 10  | 7F, 36, 75, 79H, 90H                                                                                  |
| A Mars tér felé az Auchan áruházhoz csak néhány 79-es járat tért be. |                                              |     | |
| (11)                                                                 | Auchan áruház                                | (7) | 90H                                                                                                   |
| 12                                                                   | Zápor út                                     | 6   | 79H, 90H                                                                                              |
| 13                                                                   | Öthalmi Diáklakások                          | 4   | 79H, 90H                                                                                              |
| 14                                                                   | Gumigyár                                     | 3   | 79H, 90H                                                                                              |
| 16                                                                   | Back Bernát utca                             | 1   | 90H                                                                                                   |
| 17                                                                   | Szegedi Ipari Logisztikai Központ végállomás | 0   | 90H                                                                                                   |